# 타타 그룹

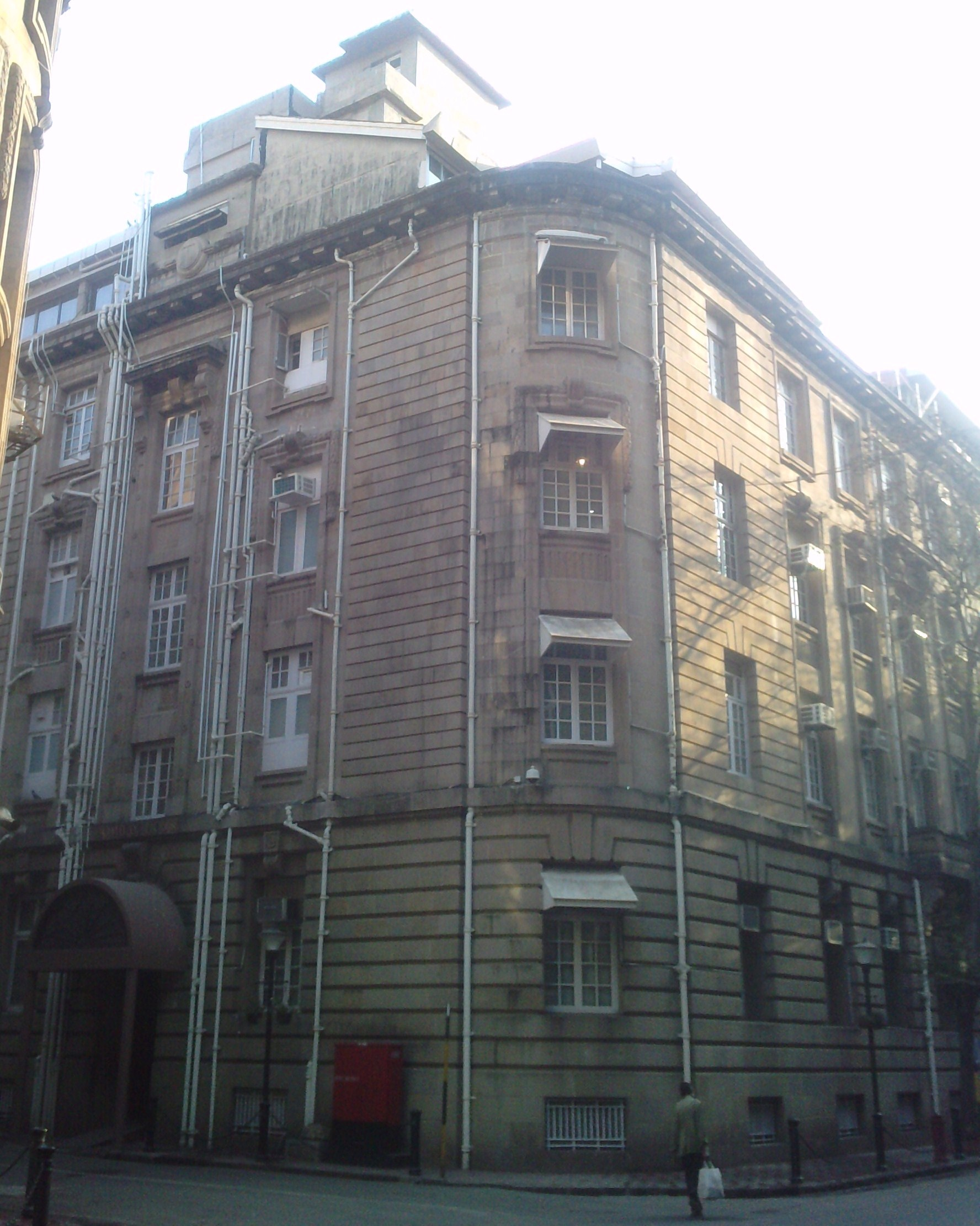
타타그룹의 본사: 봄베이 하우스

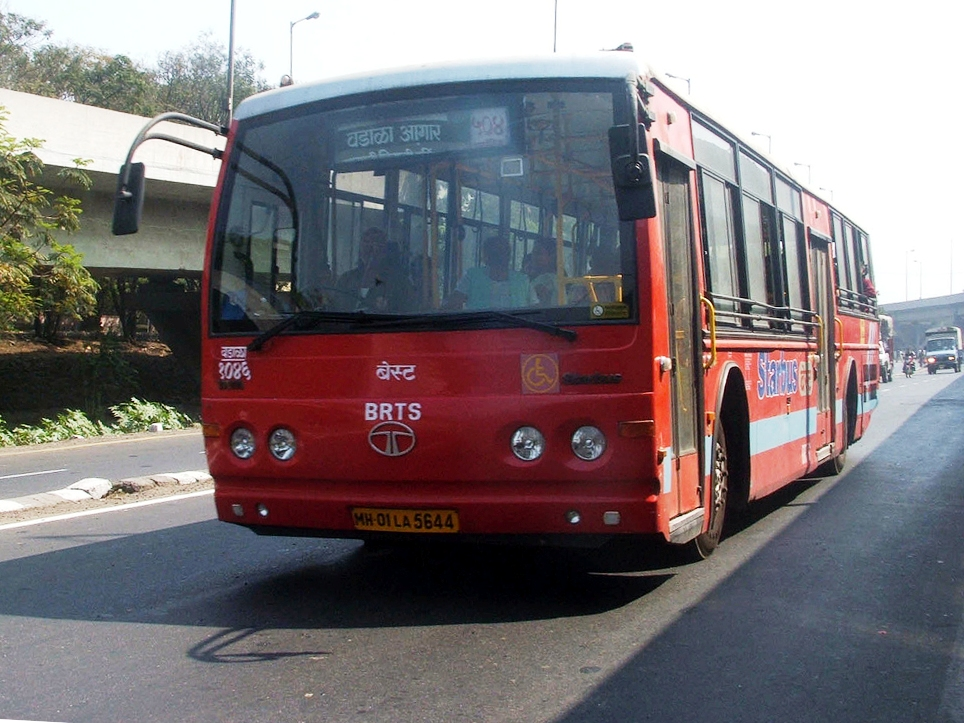
타타 버스

타타그룹(Tata Group)은 인도의 다국적 복합 기업이다. 본사는 인도 뭄바이에 위치해 있다.

## 역사
타타그룹의 시초는 잠셋지 타타가 영국령 인도 제국 봄베이(오늘날의 뭄바이)에서 면을 거래하는 기업을 설립한 1868년으로 거슬러 올라간다. 1877년 나그푸르에서 임프레스 밀스(Empress Mills)의 설치가 잇따랐다. 당시 봄베이의 타지마할 호텔이 1903년 개장하였다. 잠셋지 타타의 맏아들 도랍지 타타가 1904년 아버지가 죽은 뒤 이 그룹의 회장이 되었다. 도랍지 타타의 밑에서 이 그룹은 강철 생산 (1905년), 수력 발전 (1910년)을 감행하였다. 1934년 도랍 타타가 죽은 뒤 나오로지 사클랏발라(Nowroji Saklatwala)가 이를 물려받았다. 타타케미컬 (1939년), 타타자동차, 타타 인더스트리 (1945년), 볼타스 (1962년), 타타 컨설턴시 서비스 (Tata Consultancy Services, 1968년), 타이탄 인더스트리 (1984년)의 설립에 이르기까지 사업을 확장하였다. 라탄 타타가 그 뒤를 이어 이 그룹의 회장을 인계 받았다.

## 타타그룹 계열
- 타타케미컬
- 타타 자동차
- 타타대우모빌리티
- 타타티
- 재규어 자동차, 랜드로버
- 타이 호텔 리조트 앤 팰리스(Taj Hotels Resorts and Palaces)
- 타타 스틸 + CORUS
- 타타컨설턴시서비스
- 타타커뮤니케이션즈
- 타타스카이(TATA SKY) - 월트 디즈니 컴퍼니에 인수

## 같이 보기
- 포브스 글로벌 2000